# Plan de Capacidades de la Armada de 1975
El Plan de Capacidades de la Armada de 1975 (PLACINTARA/75) fue un modelo sistemático de acciones programado por la Armada Argentina para la autodenominada «lucha contra la subversión».

## Objetivo
El 21 de noviembre de 1975, el Comando de Operaciones Navales de la Armada Argentina publicó el Plan de Capacidades de la Armada, que estableció la creación de once fuerzas de tareas con el objeto de incrementar la capacidad de operaciones de la fuerza naval. Dichas fuerzas de tareas estaban integradas por unidades de la Armada y algunas de la Prefectura Naval Argentina y respondían directamente al Servicio de Inteligencia Naval (a inicios del Proceso de Reorganización Nacional en 1976 a manos de Eduardo Osvaldo Invierno), dependiente del comandante de Operaciones Navales.

## Documento
Los militares argentinos distribuyeron,  [sic] «por razones de seguridad», solo 20 copias del documento, entre las unidades de la Armada y los Comandos del I Cuerpo y V Cuerpo de Ejército, y el Comando de Institutos Militares.

## Fuerzas de tareas
Las fuerzas de tareas eran las que siguen:
| Fuerza de tareas                             | Comandante                                                |
| -------------------------------------------- | --------------------------------------------------------- |
| Fuerza de Tareas 1 «Flota de Mar»            | Comandante de la Flota de Mar                             |
| Fuerza de Tareas 2 «Fuerza de Apoyo Anfibio» | Comandante de la Fuerza de Apoyo Anfibio                  |
| Fuerza de Tareas 3 «Agrupación Buenos Aires» | Jefe de Operaciones del Estado Mayor General de la Armada |
| Fuerza de Tareas 4                           | Prefecto nacional naval                                   |
| Fuerza de Tareas 5 «Agrupación Río Santiago» | Director de la Escuela Naval Militar                      |
| Fuerza de Tareas 6                           | Comandante de la Fuerza de Submarinos                     |
| Fuerza de Tareas 7                           | Jefe de la Base Aeronaval Almirante Zar                   |
| Fuerza de Tareas 8                           | Comandante del Área Naval Austral                         |
| Fuerza de Tareas 9 «Reserva Terrestre»       | Comandante de la Infantería de Marina                     |
| Fuerza de Tareas 10 «Reserva Aeronaval»      | Comandante de la Aviación Naval                           |
| Fuerza de Tareas 11                          | Comandante del Área Naval Fluvial                         |